# E.P.O.D.E.
Ne doit pas être confondu avec Épode ou Épodes.
 (juillet 2020).
Si vous disposez d'ouvrages ou d'articles de référence ou si vous connaissez des sites web de qualité traitant du thème abordé ici, merci de compléter l'article en donnant les références utiles à sa vérifiabilité et en les liant à la section « Notes et références ».
EPODE (acronyme signifiant « Ensemble, prévenons l'obésité des enfants ») est un programme français de prévention destiné à lutter contre la prise de poids excessive des enfants de 5 à 12 ans. Cette action est effective dans 10 villes tests réparties sur 10 régions en France[Quand ?].

## Programme
Les villes concernées sont : Asnières-sur-Seine, Beauvais, Béziers, Évreux, Meyzieu, Roubaix, Royan, Saint-Jean, Vitré, Thiers.
Cette expérience d'une durée de 5 ans permet de mettre en place une politique d'éducation pour les enfants mais aussi pour les parents en matière d'alimentation et de gastronomie. La municipalité participe donc à des manifestations dans les cantines scolaires ou encore dans les salles de classe pour éveiller l'éveil du sens du goût et une meilleure connaissance de la nutrition et de la diversité alimentaire. Des actions de proximité sont menées pour et avec la population, dans la commune.
Les jeux « actifs » et la découverte d'activités physiques ne relevant pas nécessairement d'une pratique sportive sont également promus.